# Čichalov
Čichalov är en ort i Tjeckien.   Den ligger i regionen Karlovy Vary, i den västra delen av landet, 90 km väster om huvudstaden Prag. Čichalov ligger 566 meter över havet och antalet invånare är 153.
Terrängen runt Čichalov är platt åt sydväst, men åt nordost är den kuperad. Runt Čichalov är det glesbefolkat, med 17 invånare per kvadratkilometer. Närmaste större samhälle är Žlutice, 3,6 km söder om Čichalov. Trakten runt Čichalov består till största delen av jordbruksmark.